# 蒙古喇嘛

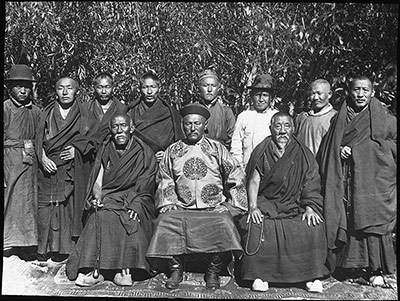
蒙古的喇嘛们，摄于1920年代

蒙古喇嘛是蒙古族的寺院佛教徒。在蒙古语境中，“喇嘛”是指藏传佛教中的精神领袖或僧侣。历史上喇嘛曾在蒙古社会中掌握巨大的权力。现代蒙古国的僧侣们在本国和其他国家的佛寺和庙宇中工作和生活。

## 历史
佛教首先通过喜马拉雅山和西藏到达蒙古高原。藏傳佛教一度成为忽必烈建立的元朝国教。元朝于1368年灭亡后，腾格里信仰再次成为欧亚大草原东部蒙古草原的主要宗教，直至16世纪俺答汗和阿巴岱汗向蒙古各部引入格鲁派信仰。清朝时期，佛教再次成为外蒙古和内蒙古的主要宗教。1911年外蒙古独立后，哲布尊丹巴呼图克图成为蒙古皇帝，此时的喇嘛们也享有巨大权力，他们与蒙古王公之间明争暗斗，蒙古人之间的分歧后来被中国将军徐树铮所利用，蒙古国也被北洋军阀短暂占领。

## 迫害
1921年7月，红军进入库伦。他们消灭了恩琴男爵的亚洲骑兵师并驱逐了中国北洋政府的势力。但由于共产党人政治上反对喇嘛和王公，活佛再也没有恢复昔日的辉煌和权力，外蒙古的所有贵族也很快被清洗。平民出身的共产党员掌握了新政府的权力。1924年八世哲布尊丹巴圆寂後，蒙古彻底废除君主立宪制。20世纪30至40年代，蒙古人民共和国在大镇压中积极打击佛教，并杀害大量蒙古僧侣和其他佛教徒。